# Cytology and Genetics
Cytology and Genetics (Tsitologiya i Genetika, рос. Цитология и генетика, укр. Цитологія і генетика) — міжнародний науковий журнал. Видається українською, російською та англійською мовами.
Заснований у 1967 р. Виходить один раз на два місяці у Києві та Нью-Йорку (Переклад англійською). В журналі публікуються матеріали, тематично пов'язані з цитологією та генетикою. Цільова аудиторія — спеціалісти з біології, медицини, сільського господарства та певних галузей промисловості, науковці, викладачі вузів.
Зміст журналу розкривається у національній реферативній базі даних «Україніка наукова» та в Українському реферативному журналі «Джерело».
Імпакт-фактор у 2021 році — 0.643.
ISSN 0564-3783 — друкована версія, матеріали мовою оригіналу (українська, російська, англійська)

ISSN 0095-4527 — друкована версія, матеріали англійською мовою (переклад)

ISSN 1934-9440 — електронна версія, матеріали англійською мовою (переклад)

## Контакти
Поштова адреса: 

Редакція журналу «Цитология и генетика»,

Інститут клітинної біології та генетичної інженерії НАН України, 

вул. Заболотного, 148, 

03143 Київ-143, 

Україна 

## Сайт
Адреса: http://cytgen.com

На сайті:
- Повні тексти статей у вільному доступі (із запізненням на 1-2 роки)
- Резюме трьома мовами
- Спрощений пошук по всіх полях (фраза, слово або частина слова вводяться в одне поле)
- Правила оформлення та подачі статей
- Склад редколегії
- Контакти
- Бібліографічний опис статей в форматі UNIMARC

Рік створення сайту: 2002